# Dirigíveis da classe R33
A classe R33 de dirigíveis rígidos britânicos foi construída para a Marinha Real Britânica durante a Primeira Guerra Mundial, mas os dirigíveis não foram completados até após o fim das hostilidades. O líder da classe, R33, serviu com sucesso por dez anos e sobreviveu um dos incidentes mais alarmantes e heroicos na história dos dirigíveis quando foi rasgado em uma tempestade. Recebeu o apelido de "Pulham Pig" pelos locais e é imortalizado na placa da vila para o Pulham Market. O único outro dirigível na classe, R34, se tornou o primeiro a realizar um cruzamento do Oceano Atlântico de leste à oeste em 6 de julho de 1919, e foi descomissionado dois anos após suportar dano em clima adverso.